# Championship League 2020 (stagione 2019-2020)
La Championship League 2020 è il ventiquattresimo evento della stagione 2019-2020 di snooker, il settimo ed ultimo Non-Ranking, ed è la 14ª edizione di questo torneo che si è disputato dal 1° all'11 giugno 2020 a Milton Keynes, in Inghilterra.
Inizialmente non compreso nel calendario del Main Tour, è stato annunciato il 15 maggio, dal presidente del World Snooker Tour Barry Hearn, tramite un comunicato il quale rende noto il ritorno all'attività, dopo la pandemia di COVID-19. La prima scelta della location era ricaduta sulla Morningside Arena di Leicester, sede di questo torneo a partire dalla precedente edizione, ma è stata cambiata, in seguito, con la Marshall Arena poiché essa dispone di strutture in loco facilitate. Così come in parte era accaduto nell'ultimo torneo disputato prima di questo, il Gibraltar Open a marzo, non sono stati presenti gli spettatori. Tutti i 64 giocatori, sommati agli arbitri, non hanno potuto lasciare il luogo di gioco una volta raggiunto, per tutta la durata della competizione; prima che quest'ultima cominci, ad ogni partecipante è stato effettuato un test per verificare un'eventuale positività al COVID-19.
L'evento ha ricevuto una copertura televisiva da parte della ITV nel Regno Unito, Eurosport in tutta Europa, ad eccezione del Regno Unito, Sky in Nuova Zelanda, Superstars Online, Youku e Zhibo.tv in Cina, e Fox Sports in Australia. La competizione è stata sponsorizzato dalla Matchroom Sport.
Il torneo è stato vinto dal belga Luca Brecel, che si aggiudica, così, la sua 1ª Championship League e il suo 1º titolo Non-Ranking in carriera; questo è stato, inoltre, il suo primo successo a partire dal China Championship 2017.
| Campione in carica  | Scott Donaldson | 3-0        | 2020: | Non disputato      |
| Finalista in carica | Graeme Dott     | 3-0        | 2020: | Non disputato      |
| N° 1 del Ranking    | Judd Trump      | Judd Trump | 2020: | Gruppo vincitori B |

## Montepremi[7]
Dal 1º al 16º Gruppo
- Primo posto: £4.000
- Secondo posto: £2.000
- Terzo posto: £1.500
- Quarto posto: £1.000

Gruppi vincitori
- Primo posto: £6.000
- Secondo posto: £2.500
- Terzo posto: £2.000
- Quarto posto: £1.500

Gruppo finale
- Primo posto: £20.000
- Secondo posto: £8.000
- Terzo posto: £4.000
- Quarto posto: £2.000

## Formula
La prima parte del torneo è stata disputata tra il 1° e l'8 giugno, e ha previsto lo svolgimento di 16 gironi da 4 giocatori l'uno. Il primo classificato è acceduto al gruppo successivo, ovvero quello dei vincitori; ogni volta che i partecipanti sono arrivati a parità di punti, la posizione è stata determinata in base alla differenza tra i frames vinti e persi e tramite l'esito delle loro sfide, ma se sono risultati in parità anche così, allora l'ha spuntata chi ha realizzato il break migliore di quella fase a gironi.
I gruppi dei vincitori si sono svolti tra il 9 e il 10 giugno, e i 4 giocatori che hanno raggiunto il primo posto, sono acceduti all'ultimo girone, il quale si è disputato l'11. Dato che ha trionfato in questo, Luca Brecel ha ottenuto il titolo e un posto nel Champion of Champions 2020.
Ogni match ha avuto una durata massima di quattro frames, quelli finiti in pareggio, hanno assegnato un punto al giocatore; mentre, le vittorie ne hanno dati tre.

## Avvenimenti
Prima dell'inizio dell'evento, Alexander Ursenbacher ha comunicato il suo forfait, venendo sostituito da Thor Chuan Leong. Il giocatore svizzero ha preceduto Matthew Stevens, il quale ha annunciato il suo ritiro anticipato il 2 giugno; al suo posto, è subentrato Gerard Greene.
Molti dei favoriti ai nastri di partenza vengono eliminati già nella prima fase a gironi, come Neil Robertson, Mark Allen, Mark Selby, Kyren Wilson e Jack Lisowski; mentre altri nella seconda, come Judd Trump, Ronnie O'Sullivan, David Gilbert e Barry Hawkins.
Al gruppo conclusivo accedono Stuart Bingham, Ryan Day, Luca Brecel e Ben Woollaston. A vincere è Brecel, il quale si classifica al primo posto con 5 punti, seguito da Woollaston e Bingham, a quota 4, e Day, con 2 lunghezze.
Woollaston, Brecel e Gary Wilson, terminano la competizione in testa alla classifica dei "centurioni", riuscendo a realizzare 5 serie da 100 punti o più, a testa; il miglior break, è stato, invece, ottenuto da Joe O'Connor (143), nel terzo frame della sfida pareggiata 2-2 contro Mark Selby, nella seconda giornata del Gruppo 5.

## Fase a gironi[19]

### Gruppo 1
Data di gioco: 6 giugno 2020.
| N° | Giocatore      | Partite giocate | Vittorie | Pareggi | Sconfitte | Frame vinti | Frame persi | Differenza | Miglior break     | Punti |
| -- | -------------- | --------------- | -------- | ------- | --------- | ----------- | ----------- | ---------- | ----------------- | ----- |
| 1  | Stuart Bingham | 3               | 1        | 2       | 0         | 7           | 4           | +3         | 94 (2ª giornata)  | 5     |
| 2  | Ricky Walden   | 3               | 1        | 2       | 0         | 7           | 4           | +3         | 89 (2ª giornata)  | 5     |
| 3  | Jamie Clarke   | 3               | 1        | 0       | 2         | 3           | 6           | -3         | 105 (3ª giornata) | 3     |
| 4  | Jordan Brown   | 3               | 0        | 2       | 1         | 4           | 7           | -3         | 74 (1ª giornata)  | 2     |

| Giocatore 1    | Giocatore 2  | Risultato   | Punti totali | Andamento       |
| 1ª giornata    | 1ª giornata  | 1ª giornata | 1ª giornata  | 1ª giornata     |
| -------------- | ------------ | ----------- | ------------ | --------------- |
| Stuart Bingham | Jamie Clarke | 3 - 0       | 288          | 1-0 2-0 3-0     |
| Ricky Walden   | Jordan Brown | 2 - 2       | 389          | 1-0 2-0 2-1 2-2 |
| 2ª giornata    |              |             |              |                 |
| Ricky Walden   | Jamie Clarke | 3 - 0       | 271          | 1-0 2-0 3-0     |
| Stuart Bingham | Jordan Brown | 2 - 2       | 442          | 1-0 1-1 2-1 2-2 |
| 3ª giornata    |              |             |              |                 |
| Jordan Brown   | Jamie Clarke | 0 - 3       | 335          | 0-1 0-2 0-3     |
| Stuart Bingham | Ricky Walden | 2 - 2       | 429          | 0-1 1-1 2-1 2-2 |

### Gruppo 2
Data di gioco: 1º giugno 2020.
| N° | Giocatore      | Partite giocate | Vittorie | Pareggi | Sconfitte | Frame vinti | Frame persi | Differenza | Miglior break     | Punti |
| -- | -------------- | --------------- | -------- | ------- | --------- | ----------- | ----------- | ---------- | ----------------- | ----- |
| 1  | Judd Trump     | 3               | 3        | 0       | 0         | 9           | 2           | +7         | 63 (3ª giornata)  | 9     |
| 2  | Elliot Slessor | 3               | 2        | 0       | 1         | 7           | 5           | +2         | 106 (3ª giornata) | 6     |
| 3  | Daniel Wells   | 3               | 0        | 1       | 2         | 4           | 8           | -4         | 85 (2ª giornata)  | 1     |
| 4  | David Grace    | 3               | 0        | 1       | 2         | 3           | 8           | -5         | 39 (2ª giornata)  | 1     |

| Giocatore 1    | Giocatore 2    | Risultato   | Punti totali | Andamento       |
| 1ª giornata    | 1ª giornata    | 1ª giornata | 1ª giornata  | 1ª giornata     |
| -------------- | -------------- | ----------- | ------------ | --------------- |
| Judd Trump     | David Grace    | 3 - 0       | 278          | 1-0 2-0 3-0     |
| Daniel Wells   | Elliot Slessor | 1 - 3       | 350          | 0-1 1-1 1-2 2-3 |
| 2ª giornata    |                |             |              |                 |
| Daniel Wells   | David Grace    | 2 - 2       | 369          | 1-0 1-1 1-2 2-2 |
| Judd Trump     | Elliot Slessor | 3 - 1       | 390          | 1-0 1-1 2-1 3-1 |
| 3ª giornata    |                |             |              |                 |
| Elliot Slessor | David Grace    | 3 - 1       | 421          | 1-0 1-1 2-1 3-1 |
| Judd Trump     | Daniel Wells   | 3 - 1       | 367          | 1-0 1-1 2-1 3-1 |

### Gruppo 3
Data di gioco: 2 giugno 2020.
| N° | Giocatore       | Partite giocate | Vittorie | Pareggi | Sconfitte | Frame vinti | Frame persi | Differenza | Miglior break     | Punti |
| -- | --------------- | --------------- | -------- | ------- | --------- | ----------- | ----------- | ---------- | ----------------- | ----- |
| 1  | Mark Joyce      | 3               | 3        | 0       | 0         | 9           | 3           | +6         | 101 (3ª giornata) | 9     |
| 2  | Mark Davis      | 3               | 1        | 1       | 1         | 6           | 6           | 0          | 66 (3ª giornata)  | 4     |
| 3  | Michael Holt    | 3               | 1        | 0       | 2         | 5           | 7           | -2         | 65 (3ª giornata)  | 3     |
| 4  | Louis Heathcote | 3               | 0        | 1       | 2         | 4           | 8           | -4         | 121 (1ª giornata) | 1     |

| Giocatore 1  | Giocatore 2     | Risultato   | Punti totali | Andamento       |
| 1ª giornata  | 1ª giornata     | 1ª giornata | 1ª giornata  | 1ª giornata     |
| ------------ | --------------- | ----------- | ------------ | --------------- |
| Mark Davis   | Mark Joyce      | 1 - 3       | 409          | 1-0 1-1 1-2 1-3 |
| Michael Holt | Louis Heathcote | 3 - 1       | 460          | 1-0 1-1 2-1 3-1 |
| 2ª giornata  |                 |             |              |                 |
| Michael Holt | Mark Joyce      | 1 - 3       | 351          | 0-1 0-2 1-2 1-3 |
| Mark Davis   | Louis Heathcote | 2 - 2       | 349          | 1-0 2-0 2-1 2-2 |
| 3ª giornata  |                 |             |              |                 |
| Michael Holt | Mark Davis      | 1 - 3       | 363          | 0-1 0-2 1-2 1-3 |
| Mark Joyce   | Louis Heathcote | 3 - 1       | 396          | 0-1 1-1 2-1 3-1 |

### Gruppo 4
Data di gioco: 3 giugno 2020.
| N° | Giocatore       | Partite giocate | Vittorie | Pareggi | Sconfitte | Frame vinti | Frame persi | Differenza | Miglior break     | Punti |
| -- | --------------- | --------------- | -------- | ------- | --------- | ----------- | ----------- | ---------- | ----------------- | ----- |
| 1  | Harvey Chandler | 3               | 2        | 1       | 0         | 8           | 4           | +4         | 101 (3ª giornata) | 7     |
| 2  | Sam Baird       | 3               | 1        | 1       | 1         | 6           | 6           | 0          | 96 (1ª giornata)  | 4     |
| 3  | Joe Perry       | 3               | 0        | 3       | 0         | 6           | 6           | 0          | 74 (1ª giornata)  | 3     |
| 4  | Mark King       | 3               | 0        | 1       | 2         | 4           | 8           | -4         | 85 (1ª giornata)  | 1     |

| Giocatore 1 | Giocatore 2     | Risultato   | Punti totali | Andamento       |
| 1ª giornata | 1ª giornata     | 1ª giornata | 1ª giornata  | 1ª giornata     |
| ----------- | --------------- | ----------- | ------------ | --------------- |
| Mark King   | Sam Baird       | 1 - 3       | 403          | 0-1 1-1 1-2 1-3 |
| Joe Perry   | Harvey Chandler | 2 - 2       | 380          | 1-0 2-0 2-1 2-2 |
| 2ª giornata |                 |             |              |                 |
| Joe Perry   | Sam Baird       | 2 - 2       | 385          | 0-1 1-1 2-1 2-2 |
| Mark King   | Harvey Chandler | 1 - 3       | 445          | 0-1 1-1 1-2 1-3 |
| 3ª giornata |                 |             |              |                 |
| Joe Perry   | Mark King       | 2 - 2       | 410          | 0-1 0-2 1-2 2-2 |
| Sam Baird   | Harvey Chandler | 1 - 3       | 396          | 0-1 1-1 1-2 1-3 |

### Gruppo 5
Data di gioco: 4 giugno 2020.
| N° | Giocatore    | Partite giocate | Vittorie | Pareggi | Sconfitte | Frame vinti | Frame persi | Differenza | Miglior break     | Punti |
| -- | ------------ | --------------- | -------- | ------- | --------- | ----------- | ----------- | ---------- | ----------------- | ----- |
| 1  | Liang Wenbó  | 3               | 3        | 0       | 0         | 9           | 1           | +8         | 117 (2ª giornata) | 9     |
| 2  | Joe O'Connor | 3               | 1        | 1       | 1         | 6           | 6           | 0          | 143 (2ª giornata) | 4     |
| 3  | Mark Selby   | 3               | 1        | 1       | 1         | 5           | 6           | -1         | 89 (1ª giornata)  | 4     |
| 4  | Lee Walker   | 3               | 0        | 0       | 3         | 2           | 9           | -7         | 66 (3ª giornata)  | 0     |

| Giocatore 1  | Giocatore 2  | Risultato   | Punti totali | Andamento       |
| 1ª giornata  | 1ª giornata  | 1ª giornata | 1ª giornata  | 1ª giornata     |
| ------------ | ------------ | ----------- | ------------ | --------------- |
| Mark Selby   | Lee Walker   | 3 - 1       | 403          | 1-0 1-1 2-1 3-1 |
| Liang Wenbó  | Joe O'Connor | 3 - 1       | 422          | 1-0 2-0 2-1 3-1 |
| 2ª giornata  |              |             |              |                 |
| Liang Wenbó  | Lee Walker   | 3 - 0       | 305          | 1-0 2-0 3-0     |
| Mark Selby   | Joe O'Connor | 2 - 2       | 456          | 0-1 1-1 1-2 2-2 |
| 3ª giornata  |              |             |              |                 |
| Joe O'Connor | Lee Walker   | 3 - 1       | 311          | 0-1 1-1 2-1 3-1 |
| Mark Selby   | Liang Wenbó  | 0 - 3       | 257          | 0-1 0-2 0-3     |

### Gruppo 6
Data di gioco: 8 giugno 2020.
| N° | Giocatore    | Partite giocate | Vittorie | Pareggi | Sconfitte | Frame vinti | Frame persi | Differenza | Miglior break     | Punti |
| -- | ------------ | --------------- | -------- | ------- | --------- | ----------- | ----------- | ---------- | ----------------- | ----- |
| 1  | Sam Craigie  | 3               | 2        | 1       | 0         | 8           | 2           | +6         | 131 (3ª giornata) | 7     |
| 2  | Dominic Dale | 3               | 1        | 1       | 1         | 5           | 6           | -1         | 67 (1ª giornata)  | 4     |
| 3  | Ali Carter   | 3               | 1        | 1       | 1         | 6           | 6           | 0          | 114 (1ª giornata) | 4     |
| 4  | Matthew Selt | 3               | 0        | 1       | 2         | 3           | 8           | -5         | 137 (3ª giornata) | 1     |

| Giocatore 1  | Giocatore 2  | Risultato   | Punti totali | Andamento       |
| 1ª giornata  | 1ª giornata  | 1ª giornata | 1ª giornata  | 1ª giornata     |
| ------------ | ------------ | ----------- | ------------ | --------------- |
| Matthew Selt | Sam Craigie  | 0 - 3       | 301          | 0-1 0-2 0-3     |
| Ali Carter   | Dominic Dale | 1 - 3       | 420          | 0-1 0-2 1-2 1-3 |
| 2ª giornata  |              |             |              |                 |
| Ali Carter   | Sam Craigie  | 2 - 2       | 420          | 0-1 0-2 1-2 2-2 |
| Matthew Selt | Dominic Dale | 2 - 2       | 351          | 1-0 1-1 1-2 2-2 |
| 3ª giornata  |              |             |              |                 |
| Ali Carter   | Matthew Selt | 3 - 1       | 420          | 0-1 1-1 2-1 3-1 |
| Sam Craigie  | Dominic Dale | 3 - 0       | 338          | 1-0 2-0 3-0     |

### Gruppo 7
Data di gioco: 7 giugno 2020.
| N° | Giocatore      | Partite giocate | Vittorie | Pareggi | Sconfitte | Frame vinti | Frame persi | Differenza | Miglior break     | Punti |
| -- | -------------- | --------------- | -------- | ------- | --------- | ----------- | ----------- | ---------- | ----------------- | ----- |
| 1  | Barry Hawkins  | 3               | 2        | 1       | 0         | 8           | 2           | +6         | 96 (2ª giornata)  | 7     |
| 2  | Anthony McGill | 3               | 1        | 2       | 0         | 7           | 5           | +2         | 107 (3ª giornata) | 5     |
| 3  | Hammad Miah    | 3               | 1        | 0       | 2         | 4           | 6           | -2         | 75 (3ª giornata)  | 3     |
| 4  | Craig Steadman | 3               | 0        | 1       | 2         | 2           | 8           | -6         | 53 (1ª giornata)  | 1     |

| Giocatore 1    | Giocatore 2    | Risultato   | Punti totali | Andamento       |
| 1ª giornata    | 1ª giornata    | 1ª giornata | 1ª giornata  | 1ª giornata     |
| -------------- | -------------- | ----------- | ------------ | --------------- |
| Anthony McGill | Craig Steadman | 2 - 2       | 401          | 0-1 0-2 1-2 2-2 |
| Barry Hawkins  | Hammad Miah    | 3 - 0       | 262          | 1-0 2-0 3-0     |
| 2ª giornata    |                |             |              |                 |
| Barry Hawkins  | Craig Steadman | 3 - 0       | 312          | 1-0 2-0 3-0     |
| Anthony McGill | Hammad Miah    | 3 - 1       | 425          | 1-0 2-0 2-1 3-1 |
| 3ª giornata    |                |             |              |                 |
| Barry Hawkins  | Anthony McGill | 2 - 2       | 337          | 1-0 1-1 2-1 2-2 |
| Craig Steadman | Hammad Miah    | 0 - 3       | 265          | 0-1 0-2 0-3     |

### Gruppo 8
Data di gioco: 6 giugno 2020.
| N° | Giocatore        | Partite giocate | Vittorie | Pareggi | Sconfitte | Frame vinti | Frame persi | Differenza | Miglior break    | Punti |
| -- | ---------------- | --------------- | -------- | ------- | --------- | ----------- | ----------- | ---------- | ---------------- | ----- |
| 1  | Ben Woollaston   | 3               | 2        | 1       | 0         | 8           | 2           | +6         | 71 (1ª giornata) | 7     |
| 2  | Jimmy Robertson  | 3               | 1        | 2       | 0         | 7           | 4           | +3         | 81 (1ª giornata) | 5     |
| 3  | Liam Highfield   | 3               | 1        | 1       | 1         | 5           | 5           | 0          | 95 (2ª giornata) | 4     |
| 4  | Thor Chuan Leong | 3               | 0        | 0       | 3         | 0           | 9           | -9         | 65 (1ª giornata) | 0     |

| Giocatore 1     | Giocatore 2      | Risultato   | Punti totali | Andamento       |
| 1ª giornata     | 1ª giornata      | 1ª giornata | 1ª giornata  | 1ª giornata     |
| --------------- | ---------------- | ----------- | ------------ | --------------- |
| Ben Woollaston  | Liam Highfield   | 3 - 0       | 264          | 1-0 2-0 3-0     |
| Jimmy Robertson | Thor Chuan Leong | 3 - 0       | 362          | 1-0 2-0 3-0     |
| 2ª giornata     |                  |             |              |                 |
| Jimmy Robertson | Liam Highfield   | 2 - 2       | 378          | 1-0 2-0 2-1 2-2 |
| Ben Woollaston  | Thor Chuan Leong | 3 - 0       | 251          | 1-0 2-0 3-0     |
| 3ª giornata     |                  |             |              |                 |
| Jimmy Robertson | Ben Woollaston   | 2 - 2       | 419          | 0-1 0-2 1-2 2-2 |
| Liam Highfield  | Thor Chuan Leong | 3 - 0       | 265          | 1-0 2-0 3-0     |

### Gruppo 9
Data di gioco: 2 giugno 2020.
| N° | Giocatore       | Partite giocate | Vittorie | Pareggi | Sconfitte | Frame vinti | Frame persi | Differenza | Miglior break     | Punti |
| -- | --------------- | --------------- | -------- | ------- | --------- | ----------- | ----------- | ---------- | ----------------- | ----- |
| 1  | Luca Brecel     | 3               | 1        | 2       | 0         | 7           | 4           | +3         | 138 (2ª giornata) | 5     |
| 2  | Jack Lisowski   | 3               | 1        | 2       | 0         | 7           | 4           | +3         | 104 (3ª giornata) | 5     |
| 3  | Oliver Lines    | 3               | 1        | 0       | 2         | 3           | 6           | -3         | 136 (3ª giornata) | 3     |
| 4  | Robbie Williams | 3               | 0        | 2       | 1         | 4           | 7           | -3         | 84 (1ª giornata)  | 2     |

| Giocatore 1     | Giocatore 2     | Risultato   | Punti totali | Andamento       |
| 1ª giornata     | 1ª giornata     | 1ª giornata | 1ª giornata  | 1ª giornata     |
| --------------- | --------------- | ----------- | ------------ | --------------- |
| Jack Lisowski   | Oliver Lines    | 3 - 0       | 284          | 1-0 2-0 3-0     |
| Luca Brecel     | Robbie Williams | 2 - 2       | 374          | 0-1 1-1 2-1 2-2 |
| 2ª giornata     |                 |             |              |                 |
| Luca Brecel     | Oliver Lines    | 3 - 0       | 362          | 1-0 2-0 3-0     |
| Jack Lisowski   | Robbie Williams | 2 - 2       | 408          | 1-0 2-0 2-1 2-2 |
| 3ª giornata     |                 |             |              |                 |
| Robbie Williams | Oliver Lines    | 0 - 3       | 315          | 0-1 0-2 0-3     |
| Jack Lisowski   | Luca Brecel     | 2 - 2       | 502          | 0-1 1-1 1-2 2-2 |

### Gruppo 10
Data di gioco: 5 giugno 2020.
| N° | Giocatore         | Partite giocate | Vittorie | Pareggi | Sconfitte | Frame vinti | Frame persi | Differenza | Miglior break     | Punti |
| -- | ----------------- | --------------- | -------- | ------- | --------- | ----------- | ----------- | ---------- | ----------------- | ----- |
| 1  | Ronnie O'Sullivan | 3               | 3        | 0       | 0         | 9           | 0           | +9         | 116 (2ª giornata) | 9     |
| 2  | Chris Wakelin     | 3               | 1        | 1       | 1         | 5           | 5           | 0          | 119 (1ª giornata) | 4     |
| 3  | Kishan Hirani     | 3               | 1        | 1       | 1         | 5           | 6           | -1         | 35 (2ª giornata)  | 4     |
| 4  | Michael Georgiou  | 3               | 0        | 0       | 3         | 1           | 9           | -8         | 39 (3ª giornata)  | 0     |

| Giocatore 1       | Giocatore 2      | Risultato   | Punti totali | Andamento       |
| 1ª giornata       | 1ª giornata      | 1ª giornata | 1ª giornata  | 1ª giornata     |
| ----------------- | ---------------- | ----------- | ------------ | --------------- |
| Ronnie O'Sullivan | Kishan Hirani    | 3 - 0       | 344          | 1-0 2-0 3-0     |
| Chris Wakelin     | Michael Georgiou | 3 - 0       | 325          | 1-0 2-0 3-0     |
| 2ª giornata       |                  |             |              |                 |
| Chris Wakelin     | Kishan Hirani    | 2 - 2       | 429          | 0-1 1-1 2-1 2-2 |
| Ronnie O'Sullivan | Michael Georgiou | 3 - 0       | 315          | 1-0 2-0 3-0     |
| 3ª giornata       |                  |             |              |                 |
| Michael Georgiou  | Kishan Hirani    | 1 - 3       | 365          | 1-0 1-1 1-2 1-3 |
| Ronnie O'Sullivan | Chris Wakelin    | 3 - 0       | 304          | 1-0 2-0 3-0     |

### Gruppo 11
Data di gioco: 8 giugno 2020.
| N° | Giocatore        | Partite giocate | Vittorie | Pareggi | Sconfitte | Frame vinti | Frame persi | Differenza | Miglior break    | Punti |
| -- | ---------------- | --------------- | -------- | ------- | --------- | ----------- | ----------- | ---------- | ---------------- | ----- |
| 1  | Martin O'Donnell | 3               | 2        | 1       | 0         | 8           | 3           | +5         | 62 (3ª giornata) | 7     |
| 2  | Mark Allen       | 3               | 2        | 1       | 0         | 8           | 4           | +4         | 85 (2ª giornata) | 7     |
| 3  | Michael White    | 3               | 1        | 0       | 2         | 4           | 6           | -2         | 60 (2ª giornata) | 3     |
| 4  | Nigel Bond       | 3               | 0        | 0       | 3         | 2           | 9           | -7         | 61 (1ª giornata) | 0     |

| Giocatore 1      | Giocatore 2      | Risultato   | Punti totali | Andamento       |
| 1ª giornata      | 1ª giornata      | 1ª giornata | 1ª giornata  | 1ª giornata     |
| ---------------- | ---------------- | ----------- | ------------ | --------------- |
| Mark Allen       | Nigel Bond       | 3 - 1       | 434          | 1-0 1-1 2-1 3-1 |
| Martin O'Donnell | Michael White    | 3 - 0       | 282          | 1-0 2-0 3-0     |
| 2ª giornata      |                  |             |              |                 |
| Martin O'Donnell | Nigel Bond       | 3 - 1       | 461          | 1-0 1-1 2-1 3-1 |
| Mark Allen       | Michael White    | 3 - 1       | 420          | 1-0 1-1 2-1 3-1 |
| 3ª giornata      |                  |             |              |                 |
| Michael White    | Nigel Bond       | 3 - 0       | 248          | 1-0 2-0 3-0     |
| Mark Allen       | Martin O'Donnell | 2 - 2       | 366          | 0-1 1-1 2-1 2-2 |

### Gruppo 12
Data di gioco: 3 giugno 2020.
| N° | Giocatore    | Partite giocate | Vittorie | Pareggi | Sconfitte | Frame vinti | Frame persi | Differenza | Miglior break     | Punti |
| -- | ------------ | --------------- | -------- | ------- | --------- | ----------- | ----------- | ---------- | ----------------- | ----- |
| 1  | Ryan Day     | 3               | 2        | 1       | 0         | 8           | 3           | +5         | 91 (3ª giornata)  | 7     |
| 2  | Kyren Wilson | 3               | 1        | 1       | 1         | 6           | 5           | +1         | 111 (3ª giornata) | 4     |
| 3  | Alfie Burden | 3               | 1        | 0       | 2         | 3           | 6           | -3         | 88 (3ª giornata)  | 3     |
| 4  | Chen Feilong | 3               | 0        | 2       | 1         | 4           | 7           | -3         | 102 (1ª giornata) | 2     |

| Giocatore 1  | Giocatore 2  | Risultato   | Punti totali | Andamento       |
| 1ª giornata  | 1ª giornata  | 1ª giornata | 1ª giornata  | 1ª giornata     |
| ------------ | ------------ | ----------- | ------------ | --------------- |
| Kyren Wilson | Chen Feilong | 2 - 2       | 413          | 0-1 1-1 1-2 2-2 |
| Ryan Day     | Alfie Burden | 3 - 0       | 348          | 1-0 2-0 3-0     |
| 2ª giornata  |              |             |              |                 |
| Ryan Day     | Chen Feilong | 2 - 2       | 357          | 1-0 1-1 1-2 2-2 |
| Kyren Wilson | Alfie Burden | 3 - 0       | 377          | 1-0 2-0 3-0     |
| 3ª giornata  |              |             |              |                 |
| Alfie Burden | Chen Feilong | 3 - 0       | 271          | 1-0 2-0 3-0     |
| Kyren Wilson | Ryan Day     | 1 - 3       | 399          | 0-1 0-2 1-2 1-3 |

### Gruppo 13
Data di gioco: 1º giugno 2020.
| N° | Giocatore         | Partite giocate | Vittorie | Pareggi | Sconfitte | Frame vinti | Frame persi | Differenza | Miglior break     | Punti |
| -- | ----------------- | --------------- | -------- | ------- | --------- | ----------- | ----------- | ---------- | ----------------- | ----- |
| 1  | David Gilbert     | 3               | 2        | 1       | 0         | 8           | 2           | +6         | 100 (3ª giornata) | 7     |
| 2  | Jackson Page      | 3               | 1        | 1       | 1         | 5           | 5           | 0          | 44 (3ª giornata)  | 4     |
| 3  | Stuart Carrington | 3               | 1        | 1       | 1         | 5           | 6           | -1         | 69 (2ª giornata)  | 4     |
| 4  | Jak Jones         | 3               | 0        | 1       | 2         | 3           | 8           | -5         | 83 (2ª giornata)  | 1     |

| Giocatore 1       | Giocatore 2       | Risultato   | Punti totali | Andamento       |
| 1ª giornata       | 1ª giornata       | 1ª giornata | 1ª giornata  | 1ª giornata     |
| ----------------- | ----------------- | ----------- | ------------ | --------------- |
| Stuart Carrington | Jak Jones         | 3 - 1       | 339          | 1-0 2-0 2-1 3-1 |
| David Gilbert     | Jackson Page      | 3 - 0       | 297          | 1-0 2-0 3-0     |
| 2ª giornata       |                   |             |              |                 |
| David Gilbert     | Jak Jones         | 2 - 2       | 366          | 0-1 1-1 2-1 2-2 |
| Stuart Carrington | Jackson Page      | 2 - 2       | 460          | 0-1 1-1 2-1 2-2 |
| 3ª giornata       |                   |             |              |                 |
| David Gilbert     | Stuart Carrington | 3 - 0       | 294          | 1-0 2-0 3-0     |
| Jak Jones         | Jackson Page      | 0 - 3       | 307          | 0-1 0-2 0-3     |

### Gruppo 14
Data di gioco: 4 giugno 2020.
| N° | Giocatore     | Partite giocate | Vittorie | Pareggi | Sconfitte | Frame vinti | Frame persi | Differenza | Miglior break     | Punti |
| -- | ------------- | --------------- | -------- | ------- | --------- | ----------- | ----------- | ---------- | ----------------- | ----- |
| 1  | Gary Wilson   | 3               | 3        | 0       | 0         | 9           | 1           | +8         | 134 (3ª giornata) | 9     |
| 2  | Gerard Greene | 3               | 1        | 1       | 1         | 5           | 6           | -1         | 85 (1ª giornata)  | 4     |
| 3  | Mitchell Mann | 3               | 0        | 2       | 1         | 4           | 7           | -3         | 80 (1ª giornata)  | 2     |
| 4  | John Astley   | 3               | 0        | 1       | 2         | 4           | 8           | -4         | 75 (2ª giornata)  | 1     |

| Giocatore 1   | Giocatore 2   | Risultato   | Punti totali | Andamento       |
| 1ª giornata   | 1ª giornata   | 1ª giornata | 1ª giornata  | 1ª giornata     |
| ------------- | ------------- | ----------- | ------------ | --------------- |
| Gerard Greene | John Astley   | 3 - 1       | 447          | 0-1 1-1 2-1 3-1 |
| Gary Wilson   | Mitchell Mann | 3 - 0       | 310          | 1-0 2-0 3-0     |
| 2ª giornata   |               |             |              |                 |
| Gary Wilson   | John Astley   | 3 - 1       | 437          | 0-1 1-1 2-1 3-1 |
| Gerard Greene | Mitchell Mann | 2 - 2       | 365          | 0-1 0-2 1-2 2-2 |
| 3ª giornata   |               |             |              |                 |
| Gary Wilson   | Gerard Greene | 3 - 0       | 362          | 1-0 2-0 3-0     |
| John Astley   | Mitchell Mann | 2 - 2       | 403          | 1-0 1-1 1-2 2-2 |

### Gruppo 15
Data di gioco: 5 giugno 2020.
| N° | Giocatore      | Partite giocate | Vittorie | Pareggi | Sconfitte | Frame vinti | Frame persi | Differenza | Miglior break     | Punti |
| -- | -------------- | --------------- | -------- | ------- | --------- | ----------- | ----------- | ---------- | ----------------- | ----- |
| 1  | Tom Ford       | 3               | 3        | 0       | 0         | 9           | 1           | +8         | 130 (2ª giornata) | 9     |
| 2  | Robert Milkins | 3               | 1        | 1       | 1         | 6           | 5           | +1         | 51 (3ª giornata)  | 4     |
| 3  | Ian Burns      | 3               | 1        | 1       | 1         | 5           | 6           | -1         | 68 (3ª giornata)  | 4     |
| 4  | Mike Dunn      | 3               | 0        | 0       | 3         | 1           | 9           | -8         | 34 (3ª giornata)  | 0     |

| Giocatore 1    | Giocatore 2    | Risultato   | Punti totali | Andamento       |
| 1ª giornata    | 1ª giornata    | 1ª giornata | 1ª giornata  | 1ª giornata     |
| -------------- | -------------- | ----------- | ------------ | --------------- |
| Robert Milkins | Mike Dunn      | 3 - 0       | 251          | 1-0 2-0 3-0     |
| Tom Ford       | Ian Burns      | 3 - 0       | 295          | 1-0 2-0 3-0     |
| 2ª giornata    |                |             |              |                 |
| Tom Ford       | Mike Dunn      | 3 - 0       | 351          | 1-0 2-0 3-0     |
| Robert Milkins | Ian Burns      | 2 - 2       | 413          | 0-1 0-2 1-2 2-2 |
| 3ª giornata    |                |             |              |                 |
| Tom Ford       | Robert Milkins | 3 - 1       | 447          | 0-1 1-1 2-1 3-1 |
| Mike Dunn      | Ian Burns      | 1 - 3       | 370          | 0-1 1-1 1-2 1-3 |

### Gruppo 16
Data di gioco: 7 giugno 2020.
| N° | Giocatore      | Partite giocate | Vittorie | Pareggi | Sconfitte | Frame vinti | Frame persi | Differenza | Miglior break     | Punti |
| -- | -------------- | --------------- | -------- | ------- | --------- | ----------- | ----------- | ---------- | ----------------- | ----- |
| 1  | Ashley Carty   | 3               | 2        | 1       | 0         | 8           | 4           | +4         | 87 (2ª giornata)  | 7     |
| 2  | Neil Robertson | 3               | 1        | 1       | 1         | 6           | 6           | 0          | 119 (1ª giornata) | 4     |
| 3  | Ken Doherty    | 3               | 1        | 1       | 1         | 6           | 6           | 0          | 90 (3ª giornata)  | 4     |
| 4  | Kurt Maflin    | 3               | 0        | 1       | 2         | 4           | 8           | -4         | 24 (2ª giornata)  | 1     |

| Giocatore 1    | Giocatore 2  | Risultato   | Punti totali | Andamento       |
| 1ª giornata    | 1ª giornata  | 1ª giornata | 1ª giornata  | 1ª giornata     |
| -------------- | ------------ | ----------- | ------------ | --------------- |
| Neil Robertson | Ashley Carty | 1 - 3       | 453          | 0-1 1-1 1-2 1-3 |
| Kurt Maflin    | Ken Doherty  | 1 - 3       | 396          | 0-1 1-1 1-2 1-3 |
| 2ª giornata    |              |             |              |                 |
| Kurt Maflin    | Ashley Carty | 2 - 2       | 405          | 0-1 1-1 1-2 2-2 |
| Neil Robertson | Ken Doherty  | 2 - 2       | 407          | 1-0 1-1 1-2 2-2 |
| 3ª giornata    |              |             |              |                 |
| Ken Doherty    | Ashley Carty | 1 - 3       | 371          | 0-1 0-2 1-2 1-3 |
| Neil Robertson | Kurt Maflin  | 3 - 1       | 403          | 0-1 1-1 2-1 3-1 |

## Gruppi vincitori[19]

### Gruppo A
Data di gioco: 10 giugno 2020.
| N° | Giocatore    | Partite giocate | Vittorie | Pareggi | Sconfitte | Frame vinti | Frame persi | Differenza | Miglior break     | Punti |
| -- | ------------ | --------------- | -------- | ------- | --------- | ----------- | ----------- | ---------- | ----------------- | ----- |
| 1  | Luca Brecel  | 3               | 1        | 2       | 0         | 7           | 5           | +2         | 109 (2ª giornata) | 5     |
| 2  | Gary Wilson  | 3               | 1        | 1       | 1         | 6           | 5           | +1         | 132 (2ª giornata) | 4     |
| 3  | Mark Joyce   | 3               | 1        | 1       | 1         | 5           | 6           | -1         | 32 (1ª giornata)  | 4     |
| 4  | Ashley Carty | 3               | 1        | 0       | 2         | 5           | 7           | -2         | 97 (1ª giornata)  | 3     |

| Giocatore 1 | Giocatore 2  | Risultato   | Punti totali | Andamento       |
| 1ª giornata | 1ª giornata  | 1ª giornata | 1ª giornata  | 1ª giornata     |
| ----------- | ------------ | ----------- | ------------ | --------------- |
| Luca Brecel | Mark Joyce   | 2 - 2       | 300          | 1-0 1-1 1-2 2-2 |
| Gary Wilson | Ashley Carty | 1 - 3       | 388          | 0-1 1-1 1-2 1-3 |
| 2ª giornata |              |             |              |                 |
| Gary Wilson | Mark Joyce   | 3 - 0       | 343          | 1-0 2-0 3-0     |
| Luca Brecel | Ashley Carty | 3 - 1       | 386          | 1-0 2-0 2-1 3-1 |
| 3ª giornata |              |             |              |                 |
| Gary Wilson | Luca Brecel  | 2 - 2       | 453          | 1-0 1-1 2-1 2-2 |
| Mark Joyce  | Ashley Carty | 3 - 1       | 446          | 1-0 2-0 2-1 3-1 |

### Gruppo B
Data di gioco: 10 giugno 2020.
| N° | Giocatore     | Partite giocate | Vittorie | Pareggi | Sconfitte | Frame vinti | Frame persi | Differenza | Miglior break     | Punti |
| -- | ------------- | --------------- | -------- | ------- | --------- | ----------- | ----------- | ---------- | ----------------- | ----- |
| 1  | Ryan Day      | 3               | 1        | 2       | 0         | 7           | 4           | +3         | 122 (1ª giornata) | 5     |
| 2  | Judd Trump    | 3               | 1        | 1       | 1         | 5           | 6           | -1         | 60 (2ª giornata)  | 4     |
| 3  | David Gilbert | 3               | 0        | 3       | 0         | 6           | 6           | 0          | 120 (3ª giornata) | 3     |
| 4  | Barry Hawkins | 3               | 0        | 2       | 1         | 5           | 7           | -2         | 130 (1ª giornata) | 2     |

| Giocatore 1   | Giocatore 2   | Risultato   | Punti totali | Andamento       |
| 1ª giornata   | 1ª giornata   | 1ª giornata | 1ª giornata  | 1ª giornata     |
| ------------- | ------------- | ----------- | ------------ | --------------- |
| Judd Trump    | Ryan Day      | 0 - 3       | 363          | 0-1 0-2 0-3     |
| David Gilbert | Barry Hawkins | 2 - 2       | 496          | 1-0 2-0 2-1 2-2 |
| 2ª giornata   |               |             |              |                 |
| David Gilbert | Ryan Day      | 2 - 2       | 440          | 0-1 1-1 2-1 2-2 |
| Judd Trump    | Barry Hawkins | 3 - 1       | 332          | 1-0 1-1 2-1 3-1 |
| 3ª giornata   |               |             |              |                 |
| Barry Hawkins | Ryan Day      | 2 - 2       | 421          | 0-1 1-1 1-2 2-2 |
| Judd Trump    | David Gilbert | 2 - 2       | 389          | 0-1 1-1 2-1 2-2 |

### Gruppo C
Data di gioco: 9 giugno 2020.
| N° | Giocatore         | Partite giocate | Vittorie | Pareggi | Sconfitte | Frame vinti | Frame persi | Differenza | Miglior break     | Punti |
| -- | ----------------- | --------------- | -------- | ------- | --------- | ----------- | ----------- | ---------- | ----------------- | ----- |
| 1  | Stuart Bingham    | 3               | 2        | 0       | 1         | 7           | 3           | +4         | 75 (3ª giornata)  | 6     |
| 2  | Sam Craigie       | 3               | 2        | 0       | 1         | 7           | 4           | +3         | 97 (2ª giornata)  | 6     |
| 3  | Ronnie O'Sullivan | 3               | 2        | 0       | 1         | 6           | 4           | +2         | 104 (1ª giornata) | 6     |
| 4  | Harvey Chandler   | 3               | 0        | 0       | 3         | 0           | 9           | -9         | 42 (3ª giornata)  | 0     |

| Giocatore 1       | Giocatore 2     | Risultato   | Punti totali | Andamento       |
| 1ª giornata       | 1ª giornata     | 1ª giornata | 1ª giornata  | 1ª giornata     |
| ----------------- | --------------- | ----------- | ------------ | --------------- |
| Ronnie O'Sullivan | Harvey Chandler | 3 - 0       | 386          | 1-0 2-0 3-0     |
| Stuart Bingham    | Sam Craigie     | 1 - 3       | 416          | 0-1 1-1 1-2 1-3 |
| 2ª giornata       |                 |             |              |                 |
| Stuart Bingham    | Harvey Chandler | 3 - 0       | 252          | 1-0 2-0 3-0     |
| Ronnie O'Sullivan | Sam Craigie     | 3 - 1       | 406          | 1-0 2-0 2-1 3-1 |
| 3ª giornata       |                 |             |              |                 |
| Ronnie O'Sullivan | Stuart Bingham  | 0 - 3       | 309          | 0-1 0-2 0-3     |
| Sam Craigie       | Harvey Chandler | 3 - 0       | 283          | 1-0 2-0 3-0     |

### Gruppo D
Data di gioco: 9 giugno 2020.
| N° | Giocatore        | Partite giocate | Vittorie | Pareggi | Sconfitte | Frame vinti | Frame persi | Differenza | Miglior break     | Punti |
| -- | ---------------- | --------------- | -------- | ------- | --------- | ----------- | ----------- | ---------- | ----------------- | ----- |
| 1  | Ben Woollaston   | 3               | 2        | 0       | 1         | 7           | 3           | +4         | 134 (2ª giornata) | 6     |
| 2  | Martin O'Donnell | 3               | 2        | 0       | 1         | 7           | 5           | +2         | 128 (2ª giornata) | 6     |
| 3  | Tom Ford         | 3               | 1        | 1       | 1         | 5           | 6           | -1         | 95 (3ª giornata)  | 4     |
| 4  | Liang Wenbó      | 3               | 0        | 1       | 2         | 3           | 8           | -5         | 75 (1ª giornata)  | 1     |

| Giocatore 1      | Giocatore 2    | Risultato   | Punti totali | Andamento       |
| 1ª giornata      | 1ª giornata    | 1ª giornata | 1ª giornata  | 1ª giornata     |
| ---------------- | -------------- | ----------- | ------------ | --------------- |
| Tom Ford         | Liang Wenbó    | 2 - 2       | 397          | 1-0 2-0 2-1 2-2 |
| Martin O'Donnell | Ben Woollaston | 3 - 1       | 407          | 0-1 1-1 2-1 3-1 |
| 2ª giornata      |                |             |              |                 |
| Martin O'Donnell | Liang Wenbó    | 3 - 1       | 409          | 1-0 1-1 2-1 3-1 |
| Tom Ford         | Ben Woollaston | 0 - 3       | 375          | 0-1 0-2 0-3     |
| 3ª giornata      |                |             |              |                 |
| Martin O'Donnell | Tom Ford       | 1 - 3       | 432          | 0-1 1-1 1-2 1-3 |
| Liang Wenbó      | Ben Woollaston | 0 - 3       | 350          | 0-1 0-2 0-3     |

## Gruppo finale[19]
Data di gioco: 11 giugno 2020.
| N° | Giocatore      | Partite giocate | Vittorie | Pareggi | Sconfitte | Frame vinti | Frame persi | Differenza | Miglior break     | Punti |
| -- | -------------- | --------------- | -------- | ------- | --------- | ----------- | ----------- | ---------- | ----------------- | ----- |
| 1  | Luca Brecel    | 3               | 1        | 2       | 0         | 7           | 4           | +3         | 111 (3ª giornata) | 5     |
| 2  | Ben Woollaston | 3               | 1        | 1       | 1         | 6           | 6           | 0          | 141 (3ª giornata) | 4     |
| 3  | Stuart Bingham | 3               | 1        | 1       | 1         | 5           | 6           | -1         | 74 (1ª giornata)  | 4     |
| 4  | Ryan Day       | 3               | 0        | 2       | 1         | 5           | 7           | -2         | 105 (2ª giornata) | 2     |

| Giocatore 1    | Giocatore 2    | Risultato   | Punti totali | Andamento       |
| 1ª giornata    | 1ª giornata    | 1ª giornata | 1ª giornata  | 1ª giornata     |
| -------------- | -------------- | ----------- | ------------ | --------------- |
| Stuart Bingham | Luca Brecel    | 0 - 3       | 291          | 0-1 0-2 0-3     |
| Ryan Day       | Ben Woollaston | 1 - 3       | 455          | 1-0 1-1 1-2 1-3 |
| 2ª giornata    |                |             |              |                 |
| Ryan Day       | Luca Brecel    | 2 - 2       | 367          | 0-1 1-1 1-2 2-2 |
| Stuart Bingham | Ben Woollaston | 3 - 1       | 326          | 1-0 2-0 2-1 3-1 |
| 3ª giornata    |                |             |              |                 |
| Luca Brecel    | Ben Woollaston | 2 - 2       | 509          | 1-0 1-1 1-2 2-2 |
| Stuart Bingham | Ryan Day       | 2 - 2       | 370          | 0-1 1-1 1-2 2-2 |

### Century Breaks(53)[18]
| N° | Giocatore         | Century Breaks | Miglior Break |
| -- | ----------------- | -------------- | ------------- |
| 1  | Ben Woollaston    | 5              | 141           |
| =  | Luca Brecel       | 5              | 138           |
| =  | Gary Wilson       | 5              | 134           |
| 2  | Ryan Day          | 4              | 122           |
| =  | Ronnie O'Sullivan | 4              | 116           |
| 3  | David Gilbert     | 3              | 120           |
| =  | Neil Robertson    | 3              | 119           |
| =  | Liang Wenbó       | 3              | 117           |
| 4  | Sam Craigie       | 2              | 131           |
| =  | Barry Hawkins     | 2              | 130           |
| =  | Anthony McGill    | 2              | 107           |
| 5  | Joe O'Connor      | 1              | 143           |
| =  | Matthew Selt      | 1              | 137           |
| =  | Oliver Lines      | 1              | 136           |
| =  | Tom Ford          | 1              | 130           |
| =  | Martin O'Donnell  | 1              | 128           |
| =  | Louis Heathcote   | 1              | 121           |
| =  | Chris Wakelin     | 1              | 119           |
| =  | Ali Carter        | 1              | 114           |
| =  | Kyren Wilson      | 1              | 111           |
| =  | Elliot Slessor    | 1              | 106           |
| =  | Jamie Clarke      | 1              | 105           |
| =  | Jack Lisowski     | 1              | 104           |
| =  | Chen Feilong      | 1              | 102           |
| =  | Mark Joyce        | 1              | 101           |
| =  | Harvey Chandler   | 1              | 101           |